# Liana Kanelli
Garyfallia Kanelli (Γαρυφαλλιά Κανέλλη en griego) conocida como Liana (Λιάνα) es una periodista y política griega del Parlamento de Grecia por el KKE desde el año 2000.
Durante la universidad estudió derecho y en 1975 comenzó su carrera como periodista. Tiempo después sería aclamada por el primer ministro Constantinos Karamanlís como "la Niña de ND". Designación que tiempo más adelante rechazaría.
Durante las siguientes décadas trabajó como columnista, reportera, presentadora de noticias y entrevistadora ganándose el apelativo de la "Barbara Walters" helena. A menudo ha sido moderadora en debates y es conocida por su posición firme e incisiva a la hora de criticar o apoyar determinado punto de vista.
En 1999, Kanelli declaró en un mitin su oposición a la guerra de Kosovo y los bombardeos de la OTAN sobre territorio yugoslavo al mismo tiempo que anunció su candidatura para el Parlamento europeo por el Partido Comunista (KKE). En el 2000, fue elegida para ocupar un escaño durante las elecciones del 2004, 2007 y 2009.
En junio de 2012 sufrió una agresión por parte del portavoz de Amanecer Dorado (XA): Ilias Kasidiaris en un programa de debate a causa de un desacuerdo sobre las reservas de petróleo al sur de Creta.